# Johann Ditterich
Johann Martin Ditterich (* 28. Oktober 1898 in Fürth; † 20. Januar 1973 in Sonthofen) war ein deutscher Politiker der CSU.
Ditterich besuchte die Realschule und machte danach eine Lehre in einem Rechtsanwaltsbüro. Nachdem er einige Vorbereitungskurse zum Hochschulstudium besuchte, studierte er an der Hindenburghochschule, der Hochschule für Wirtschaft und Sozialwissenschaften mit dem Abschluss des Diplom-Kaufmanns. 1927 stieg er als Assistent beim Institut für Wirtschaftsbeobachtung der deutschen Fertigware an der Hochschule in Nürnberg ein. Später war er Schriftleiter der Fachzeitschriften Keramos, Die Schaulade, Die deutsche Fertigware sowie Markt und Verbrauch. Von 1930 bis zu seiner Entlassung drei Jahre später arbeitete er als Hochschulassistent. Von 1936 bis 1945 war er als Referent für Verbrauchsforschung am Institut für Wirtschaftsbeobachtung der deutschen Fertigware tätig, dort wurde er 1937 Hauptreferent. Bei der Gesellschaft für Konsumforschung wurde er 1941 in den Vorstand gewählt, 1949 in den Verwaltungsrat und 1960 zum zweiten Vizepräsidenten. Von 1946 bis 1968 war er Landrat des Landkreises Sonthofen, von 1958 bis 1963 Mitglied des Bayerischen Senats. Ferner war er noch stellvertretender Vorsitzender des Zweigverbands Schwaben des Landkreisverbands Bayern.

## Auszeichnungen
- 1965: Allgäuer Ehrentaler des Heimatbundes Allgäu, für seine politische Unterstützung der Heimatpflege[2]